# Terror e Êxtase
Terror e Êxtase é um filme brasileiro dirigido por Antônio Calmon em 1979, baseado no livro homônimo de Carlinhos Oliveira, que assina o roteiro com o diretor.

## Sinopse
Leninha (Dummont), jovem de classe média, sem perspectivas e dependente de drogas, apaixona-se pelo assaltante Mil e Um (Bonfim), e, juntos, seqüestram um amigo rico dela, Betinho (Biase). No cativeiro, ela tenta proteger o amigo e também vira refém.

## Elenco[1]
- Denise Dumont... Leninha
- Roberto Bonfim... Mil e Um
- André de Biase.... Betinho
- Anselmo Vasconcelos... Minhoquinha
- Maria Lúcia Dahl... Mãe de Leninha
- Moacyr Deriquém
- Hildegard Angel
- Otávio Augusto... Tatuzinho
- Celso Faria
- Gracinda Freire... Mulher assaltada na praia
- Carlos Koppa... Chefe do tráfico
- José Lewgoy... Pai de Betinho
- Nildo Parente